# Grands Prix automobiles de la saison 1907
1906 1908
La saison de Grands Prix automobiles 1907 est la deuxième saison de Grand Prix de l'histoire du sport automobile. Elle comportait une seule Grande Épreuve : le Grand Prix de France.

## Grands Prix de la saison

### Grandes Épreuves
| Grand Prix                                | Circuit | Date      | Pilote vainqueur | Constructeur vainqueur | Résultats |
| ----------------------------------------- | ------- | --------- | ---------------- | ---------------------- | --------- |
| Grand Prix de l'Automobile Club de France | Dieppe  | 2 juillet | Felice Nazzaro   | Fiat                   | Résultats |

### Autres Grands Prix
| Grand Prix                            | Circuit couru   | Date          | Pilote vainqueur    | Constructeur vainqueur | Résultats |
| ------------------------------------- | --------------- | ------------- | ------------------- | ---------------------- | --------- |
| Targa Florio                          | Madonies        | 22 avril      | Felice Nazzaro      | Fiat                   | Résumé    |
| Moscou-Saint Petersbourg              | Voies publiques | 7 juin        | Arthur Duray        | de Dietrich            | Résumé    |
| Kaiserpreis                           | Taunus          | 13-14 juin    | Felice Nazzaro      | Fiat                   | Résumé    |
| Circuit des Ardennes (Formule Kaiser) | Bastogne        | 25 juin       | John Moore-Brabazon | Minerva                | Résumé    |
| Circuit des Ardennes (Grand Prix)     | Bastogne        | 27 juin       | Pierre de Caters    | Mercedes               | Résumé    |
| Coppa Florio                          | Brescia         | 1er septembre | Ferdinando Minoia   | Isotta-Fraschini       | Résumé    |
| Coppa della Velocità                  | Brescia         | 2 septembre   | Alessandro Cagno    | Itala                  | Résumé    |
| Coupe des Voiturettes                 | Rambouillet     | 28 octobre    | Louis Naudin        | Sizaire-Naudin         | Résumé    |

- N.B : en italique, les courses de voiturettes